# Erich Küpker

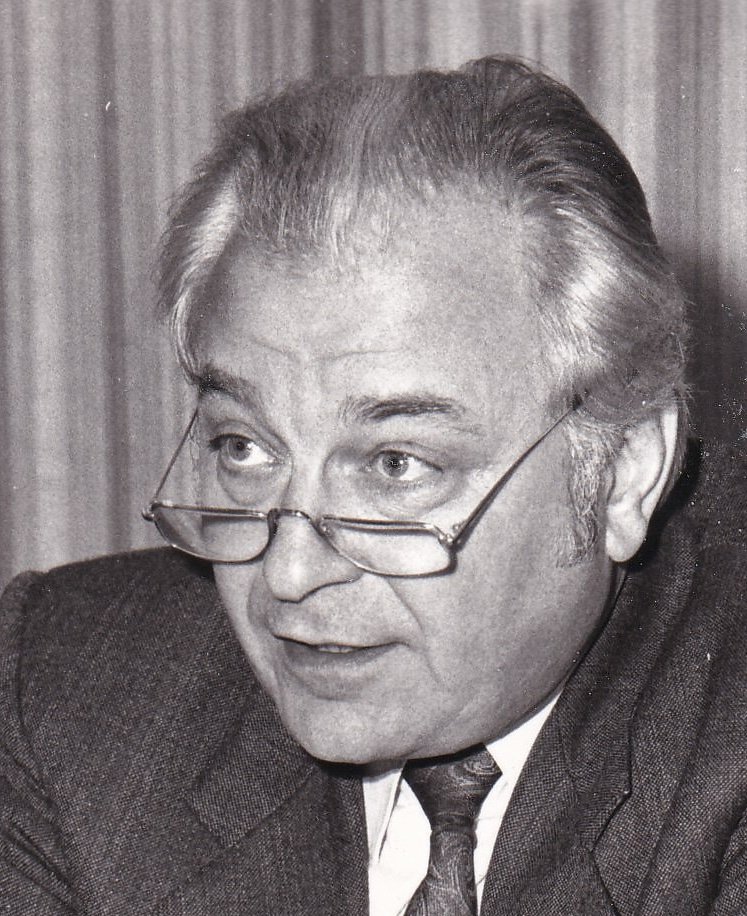
Erich Küpker

Erich Ludwig Hermann Küpker (* 27. März 1933 in Oldenburg; † 15. März 2012 ebenda) war ein deutscher Agraringenieur und Politiker (FDP).

## Leben und Beruf
Erich Küpker wurde als Sohn eines Landwirts geboren. Nach dem Besuch der Grundschule, des Gymnasiums und der Höheren Landbauschule in Witzenhausen arbeitete er von 1956 bis 1958 als Landbauassistent bei der Landwirtschaftskammer Weser-Ems. Anschließend nahm er ein Studium der Landwirtschaft an der Universität Kiel auf, das er mit der Prüfung zum Diplom-Agraringenieur beendete. Er war 1961 als wissenschaftlicher Assistent am Institut für Agrarpolitik in Kiel tätig und absolvierte anschließend ein Referendariat in Schleswig-Holstein. Nach dem Assessorexamen arbeitete er von 1964 bis 1974 als Angestellter bei der Staatlichen Kreditanstalt Oldenburg-Bremen, seit 1967 in der Funktion eines Prokuristen. Ende der 1970er Jahre war er Aufsichtsratsmitglied der Volkswagen AG. 1978 nahm er eine Tätigkeit als selbständiger Unternehmensberater in Oldenburg auf. 1980 war er Mitbegründer der Rudolf-von-Bennigsen-Stiftung und seit 2001 deren Vorsitzender.
Erich Küpker lebte zuletzt in Oldenburg. Er wurde in Bad-Zwischenahn-Ofen beigesetzt.

## Partei
Küpker trat 1956 in die FDP ein. Er war Mitglied und Landesvorsitzender im Liberalen Studentenbund, wurde Kreisvorsitzender der Jungdemokraten in Kiel und Oldenburg. Er war Kreisvorsitzender der FDP in Oldenburg, 20 Jahre stellvertretender FDP-Bezirksvorsitzender und gehörte 16 Jahre dem Landesvorstand der FDP Niedersachsen an, davon 10 Jahre als stellvertretender Vorsitzender.

## Abgeordneter
Küpker war von März bis Sommer 1974, von 1976 bis 1977 und von 1981 bis 1986 Ratsmitglied der Stadt Oldenburg. Dem Niedersächsischen Landtag gehörte er von 1974 bis 1978 und erneut von 1982 bis 1994 an.

## Öffentliche Ämter
Küpker wurde am 10. Juli 1974 als Niedersächsischer Minister für Wirtschaft und Verkehr in die von Ministerpräsident Alfred Kubel geführte Regierung des Landes Niedersachsen berufen. Nach dem Bruch der sozial-liberalen Koalition, der Wahl Ernst Albrechts zum Ministerpräsidenten und der Bildung einer CDU-Alleinregierung schied er am 6. Februar 1976 aus der Regierung aus.
Küpker wurde am 19. Januar 1977 erneut Minister in Niedersachsen und übernahm im Zweiten Kabinett Albrecht wiederum die Leitung des Wirtschafts- und Verkehrsministeriums. Aufgrund der Wahlniederlage der FDP, die bei den Landtagswahlen 1978 an der Fünf-Prozent-Hürde gescheitert war, schied Küpker am 28. Juni 1978 aus der Regierung aus und wurde als Wirtschaftsminister von Birgit Breuel abgelöst.

## Ehrungen
- 1977: Großes Bundesverdienstkreuz